# Pivovar Hradec Králové
Pivovar Hradec Králové (po rekonstrukci v letech 2005–07 též nazýván Regiocentrum Nový pivovar) je areál bývalého průmyslového pivovaru s historickými počátky v polovině 19. století. V budově sídlí Krajský úřad Královéhradeckého kraje, pobočka Univerzity Hradec Králové a další instituce a organizace.

## Historie
- 1844 – byla zahájena stavba měšťanského pivovaru podle projektu architekta Jana Bělského[2]
- 1846 – stavba byla dokončena a bylo uvařeno první pivo[2]
- 1864 – proběhla první rekonstrukce: rozšíření sklepů[2]
- 1902 – firma František Křižík zavedla do pivovaru elektrické osvětlení[2]
- 1948 – pivovar byl znárodněn[2]
- 1989 – pivovar přešel na nově založenou společnost Pivovary Hradec Králové s. p. a v průběhu privatizace dále několikrát změnil majitele a potýkal se s problémy[2]
- 1999 – provoz pivovaru byl ukončen[2]
- 2001 – po dvouletých jednáních budovu odkupuje od soukromé společnosti město Hradec Králové[2]
- 2005–07 – proběhla rekonstrukce celého objektu a změna jeho užívání: v objektu se usídlil Krajský úřad Královéhradeckého kraje, pobočka Univerzity Hradec Králové, Centrum evropského projektování, Eurocentrum Hradec Králové úřadu vlády, parkovací dům, minipivovar a restaurace Nový Pivovar. Pro objekt se začalo používat označení Regiocentrum Nový pivovar.[1]
- 2008 – projekt Regiocentrum Nový pivovar byl oceněn titulem Stavba roku 2008[3]
- 2011 – proběhly další úpravy a přístavby (např. kavárna)[4]

## Architektura
Na výstavbě areálu pivovaru se jako architekti postupně podíleli Jan Bělský, Viktor Weinhengst a Václav Nekvasil. Jedná se o rozsáhlý komplex budov, do kterého byly začleněny i městské domy čp. 54, 55, 56 a 57, a také bývalá vodárenská věž. Uvnitř areálu tak vznikl uzavřený volný prostor – tzv. Pivovarské náměstí. Objekty na jižní straně (fasády do ulice Komenského) jsou většinou tvořeny režným cihelným zdivem. Zde je také kamenná zeď obepínající spilku, tvořená kvádry z předbraní zbořené Pražské brány, která byla součástí středověkého městského opevnění. Ve zdi jsou vsazeny plastické prvky (lví hlavy) a ve výklenku socha Gambrina. Objekty na západní straně (fasády do ulice Československé armády) jsou klasicistní domy členěné rustikou a pilastry. Do zdí jsou proražena malá, segmentově zaklenutá okna. Průčelí do Soukenické ulice (bývalé domy čp. 54, 55 a 56) je devítiosé, s mělkým rizalitem s toskánskými pilastry uprostřed. Obloukový vjezd při pravé straně je původní, vstup na straně levé byl proražen později.

## Socha Gambrina
Socha muže s královskou korunou a pohárem v ruce, která je umístěna ve výklenku kamenné zdi na jižní straně budovy, je považována za sochu Gambrina, pivního boha. Jejím autorem je sochař Martin Ježek. Muž má na oděvu ornament z chmelových listů a také přes soudek v pozadí je přehozen chmelový výhon. Přezky bot ve tvaru lva snad odkazují na pivo s názvem Královský lev, které se v pivovaru dříve vařilo.

## Aktivity
Mnohé prostory objektu jsou veřejnosti běžně přístupné, některé se otevírají při speciálních příležitostech, např. den otevřených dveří. Prostor Pivovarského náměstí bývá také využíván pro vánoční trhy.

## Galerie

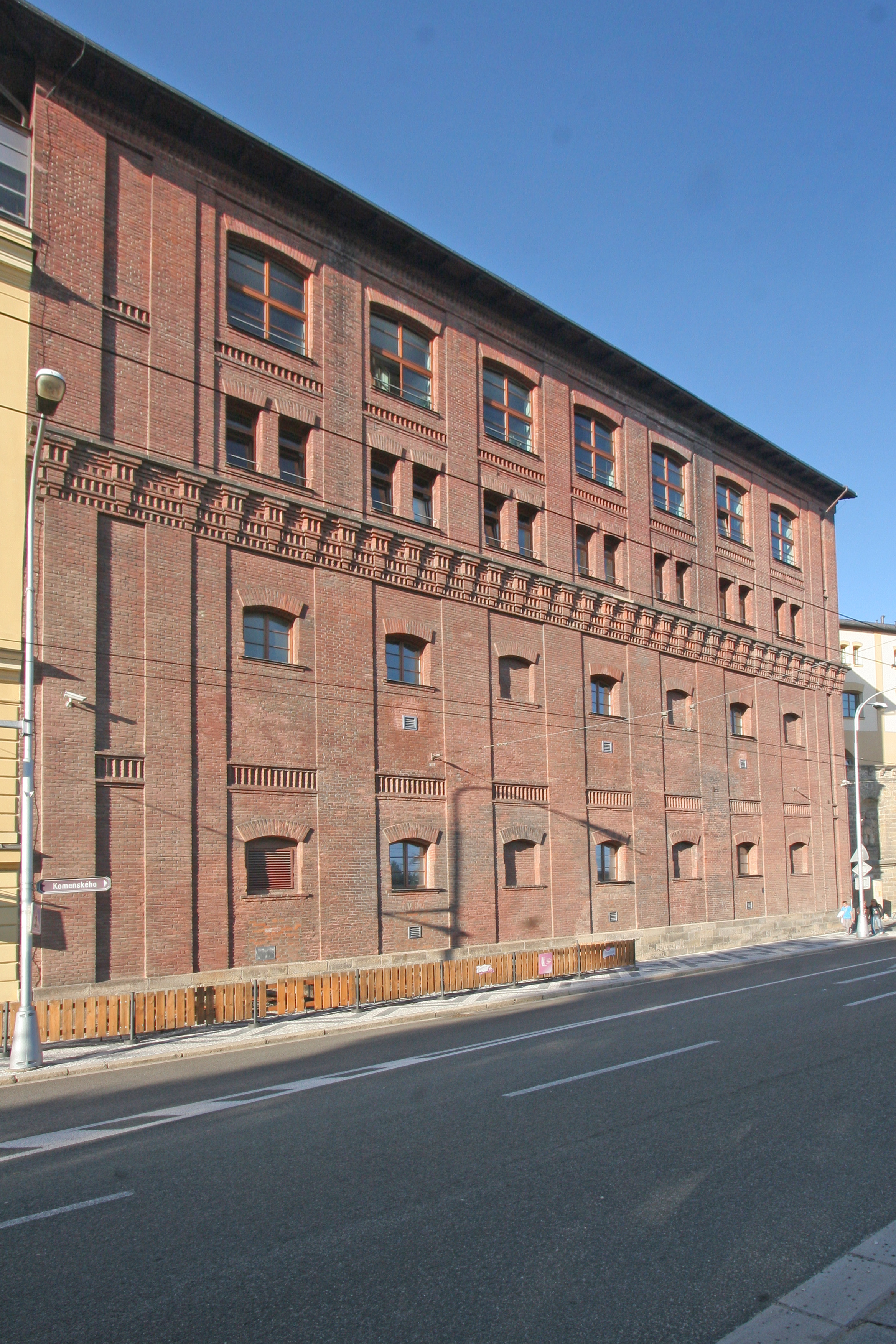
Budova s režným zdivem
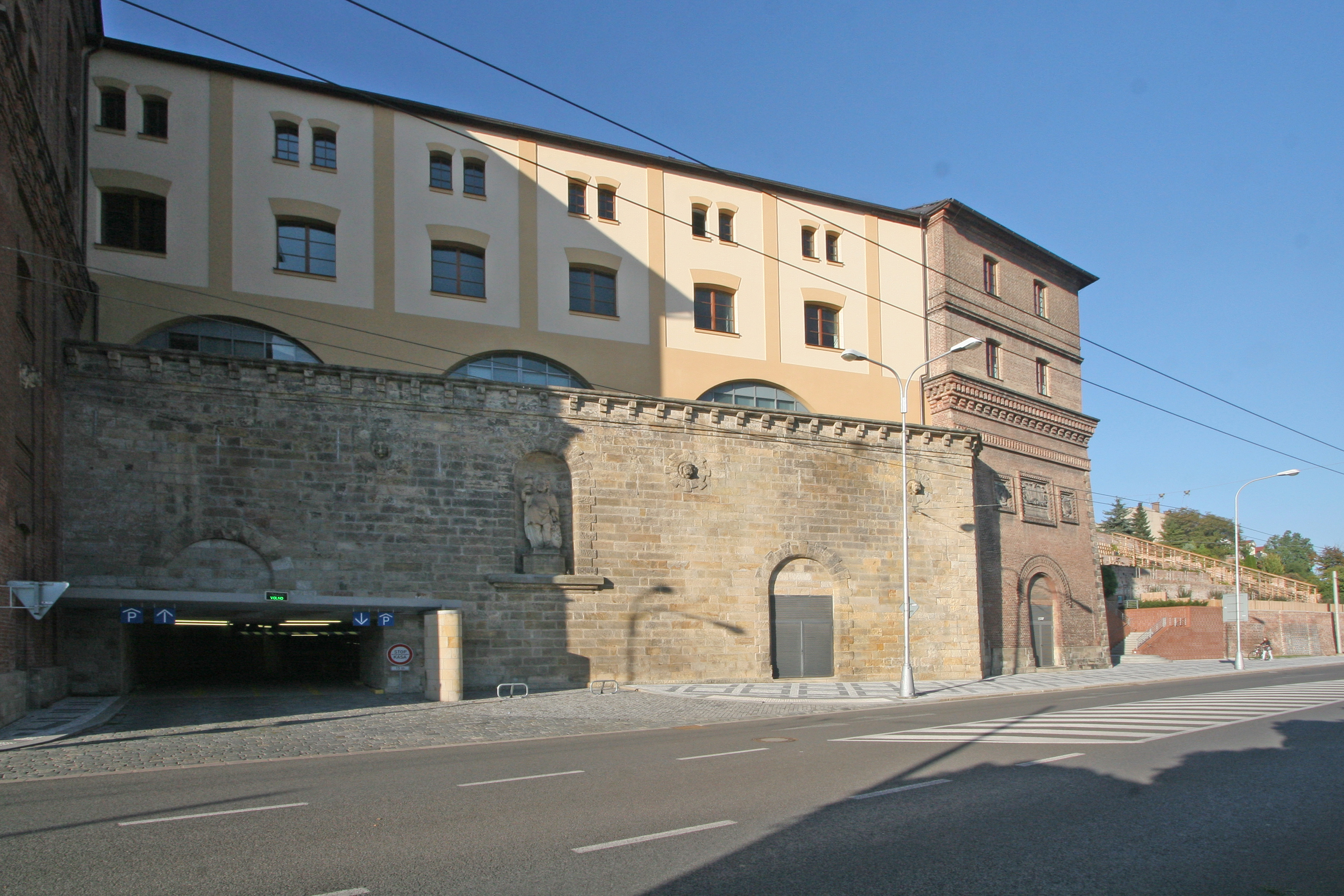
Kamenná zeď kolem spilky
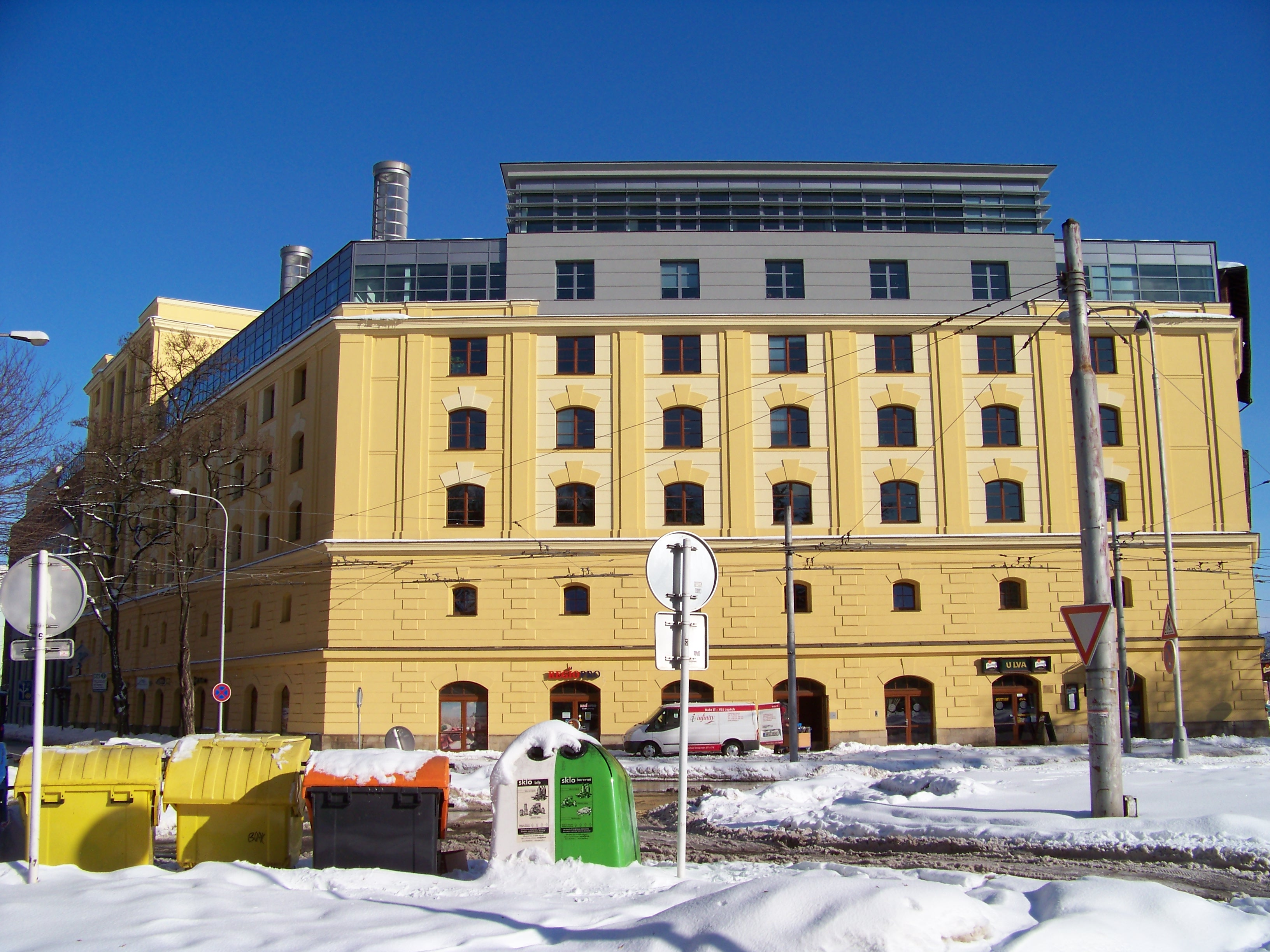
Fasáda s rustikou a pilastry
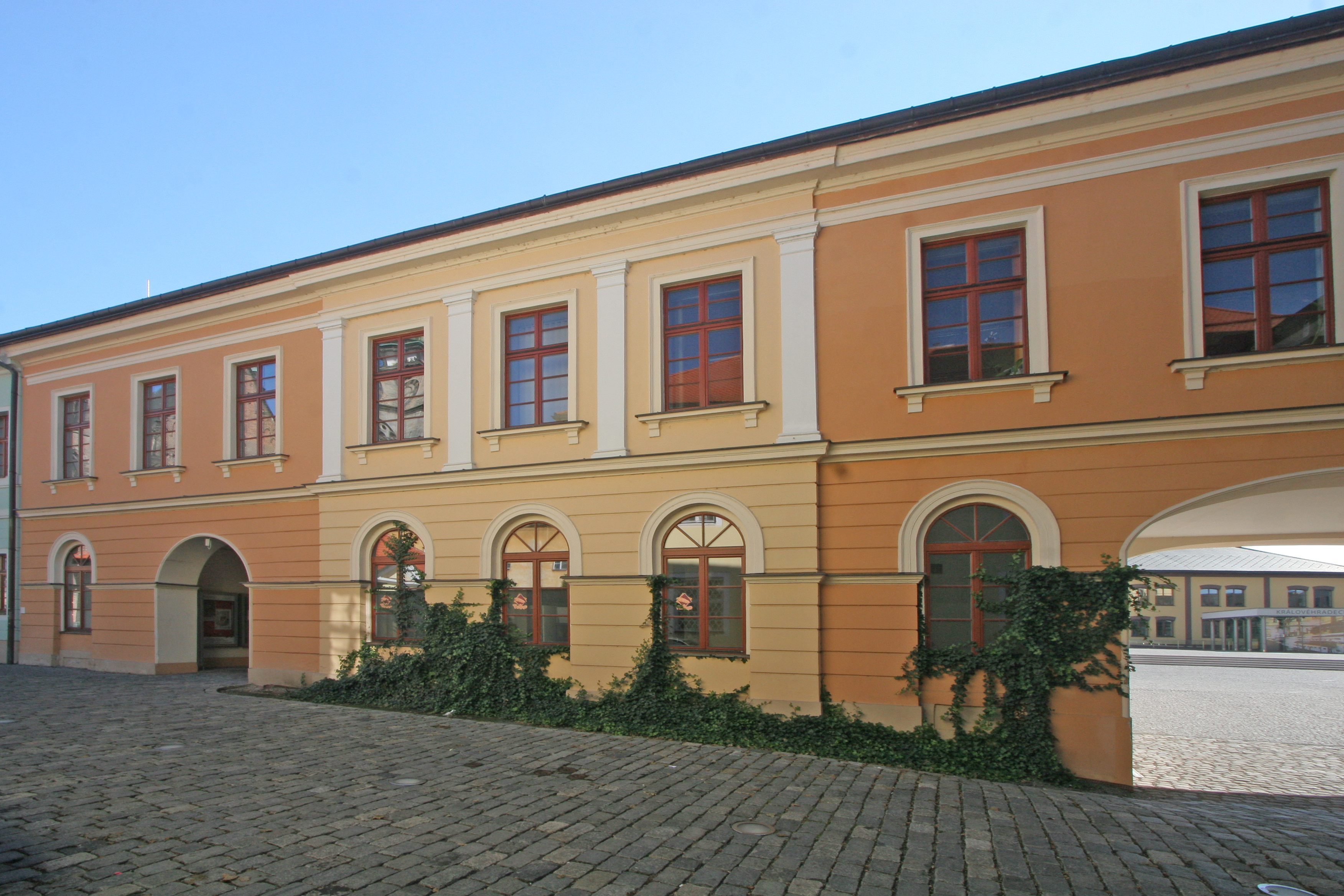
Průčelí v Soukenické
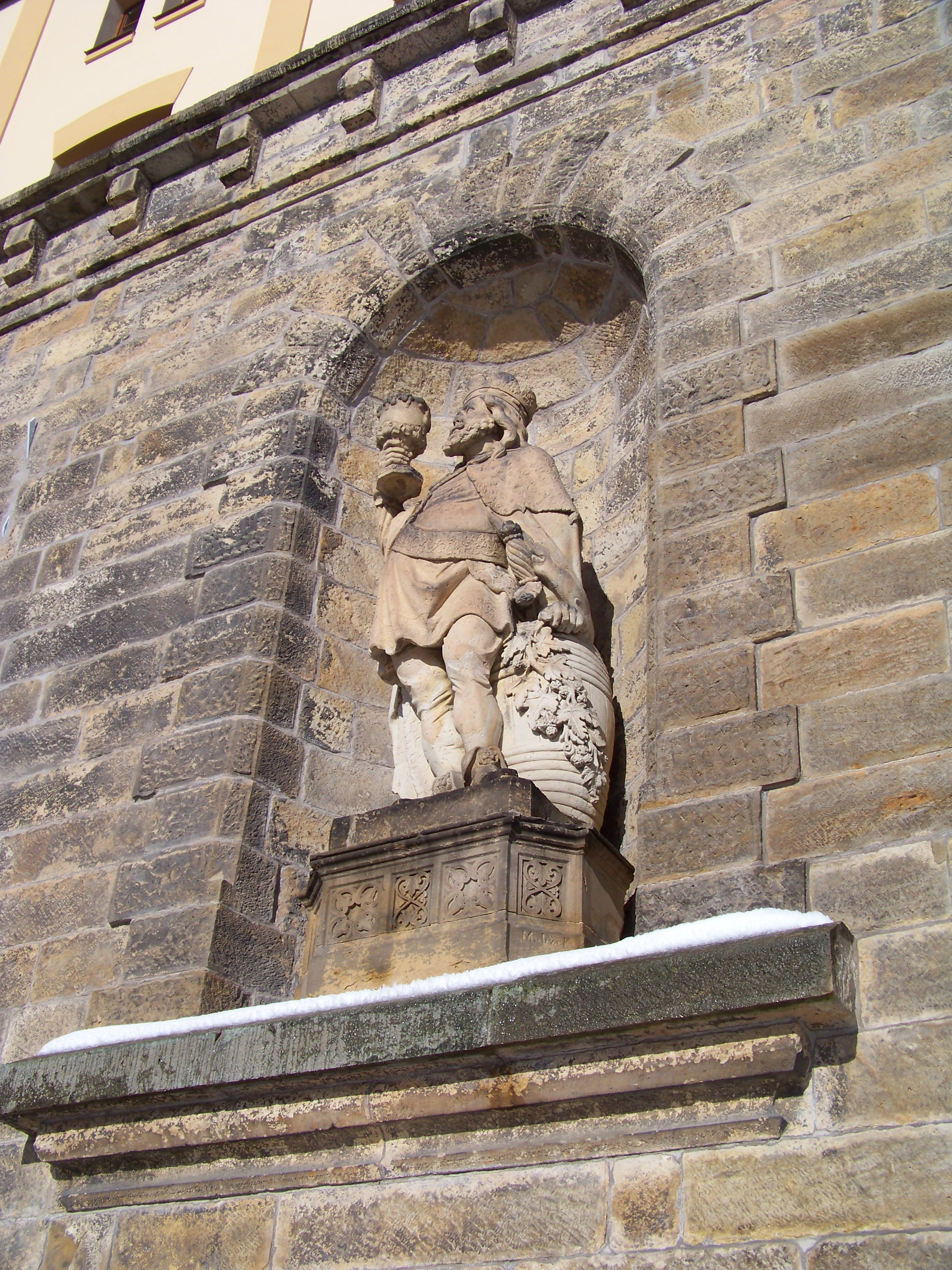
Socha Gambrina